# Húnaflói
La Húnaflói est une vaste baie au nord-ouest de l'Islande, entre le Vestfirðir et la péninsule de Skagi. Elle mesure environ cinquante kilomètres de largeur pour cent kilomètres de longueur. Les communes de Blönduós et Skagaströnd sont situées à l'est de la baie. Cette baie inclut le Húnafjörður au sud-est.
La Húnaflói constitue la séparation maritime entre les régions de l'Islande de Norðurland vestra, à l'est, et de Vestfirðir, à l'ouest.

## Histoire
Le 25 juin 1244, la baie est le théâtre du Flóabardagi, en français la « bataille du Golfe », qui opposa la flotte de Þórður kakali Sighvatsson, du clan des Sturlungar, à celle de Kolbeinn Arnórsson, du clan des Ásbirningar, pendant la guerre civile de l'âge des Sturlungar. C'est la seule bataille navale de l'histoire de l'Islande.

## Galerie

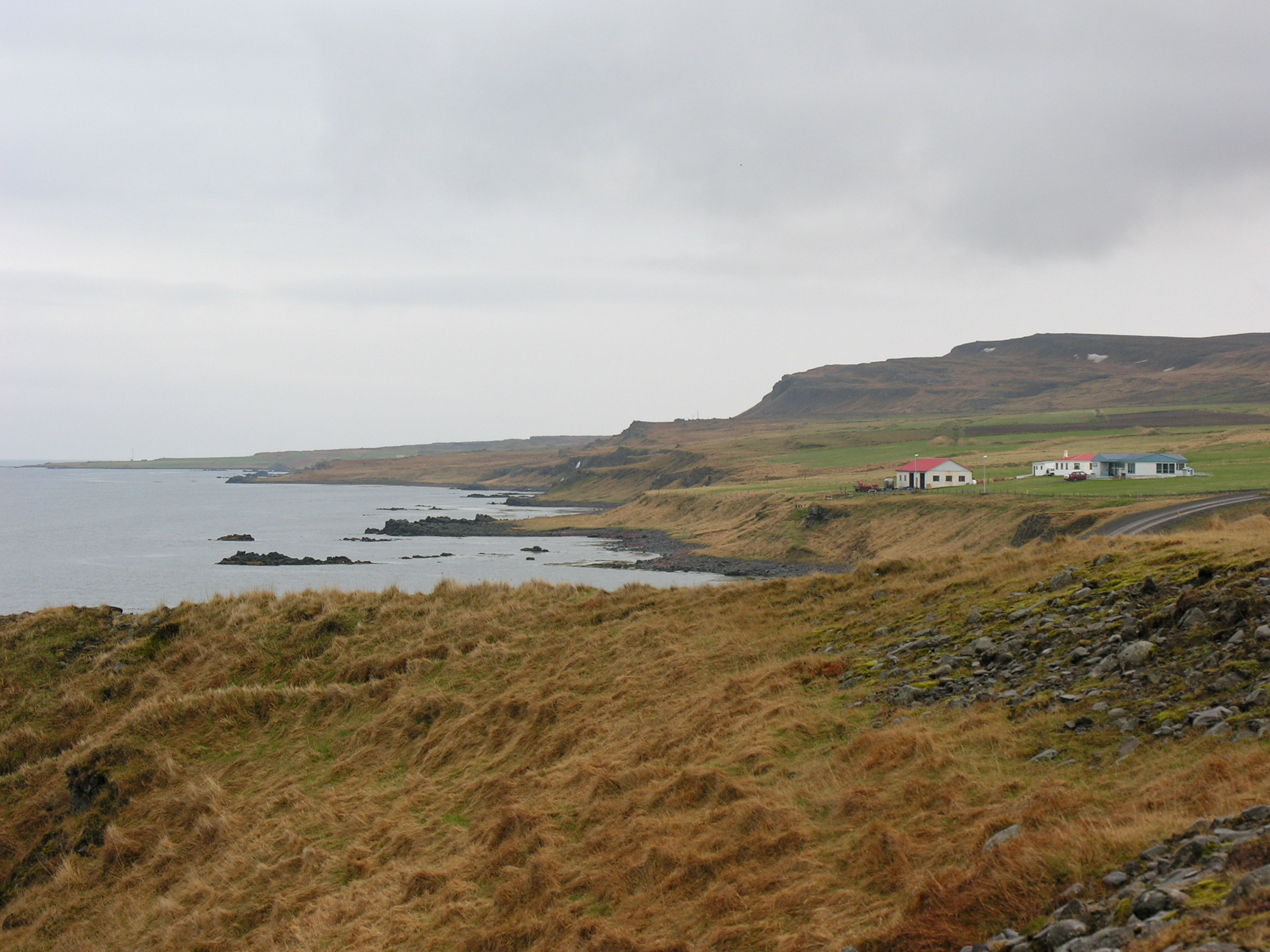
Paysage.
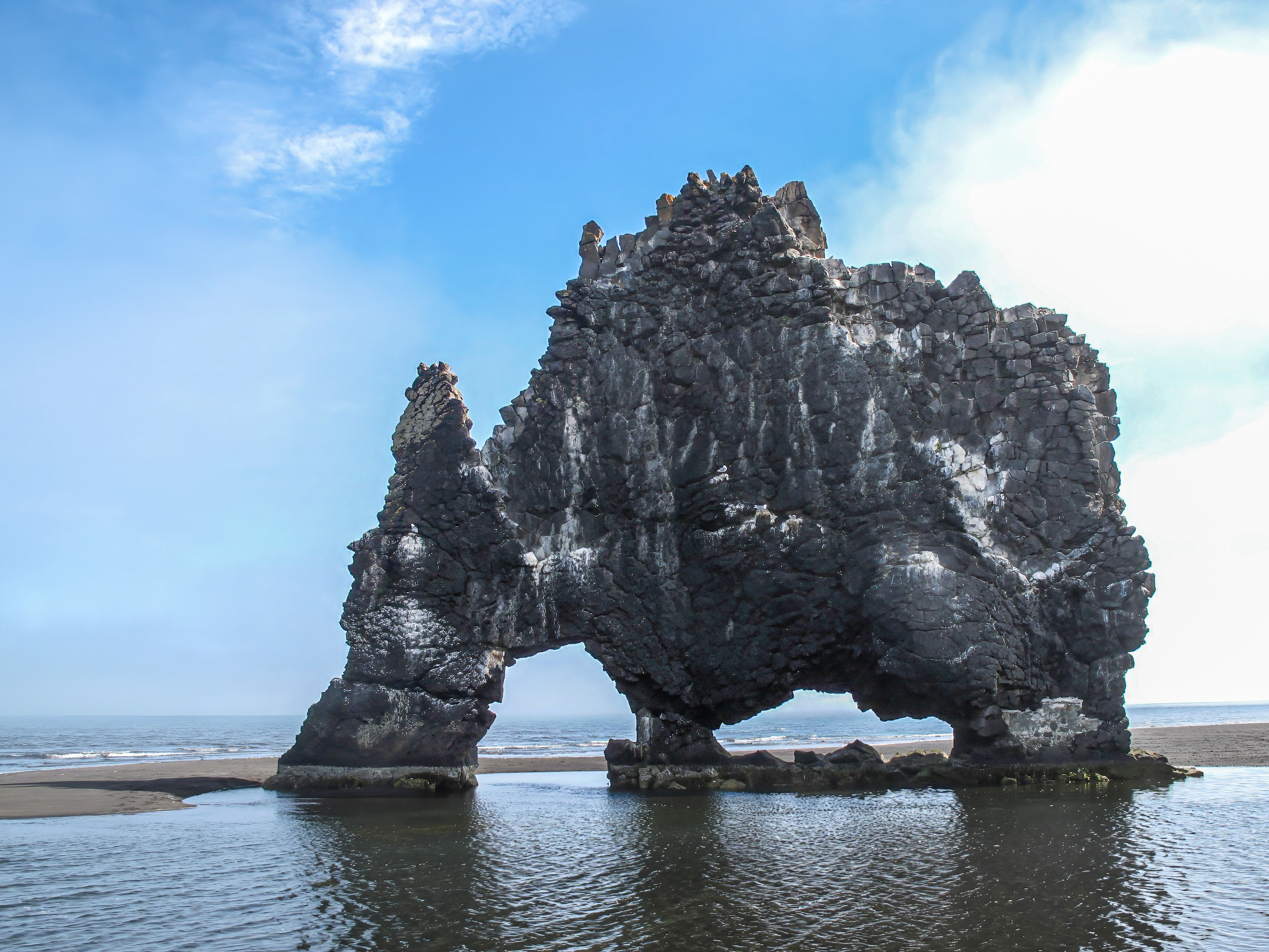
Sculpture naturelle appelée Hvitserkur. Arche naturelle en basalte haute de 15 m.
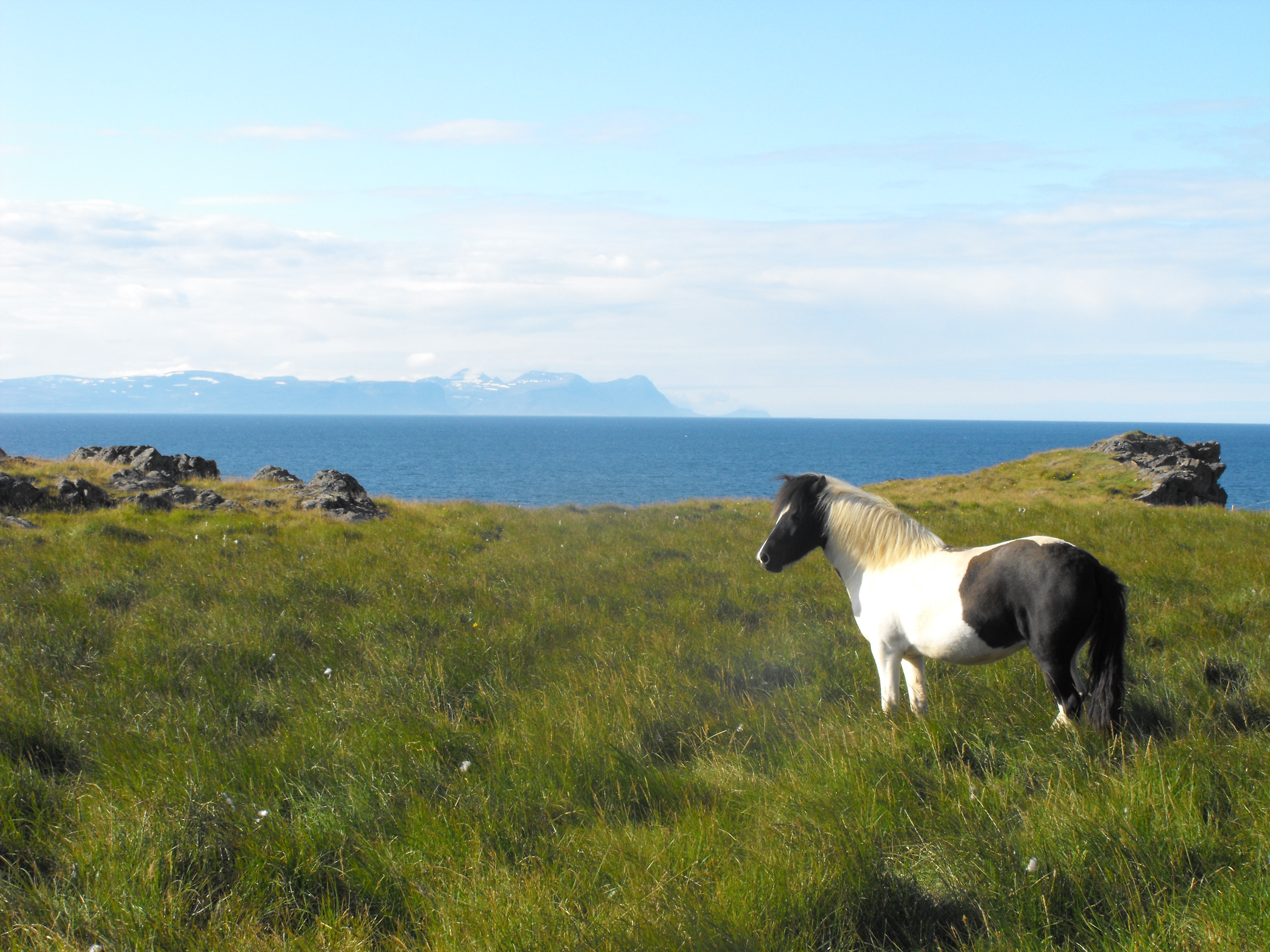
Les abords de la baie abritent de nombreux élevages de chevaux islandais.
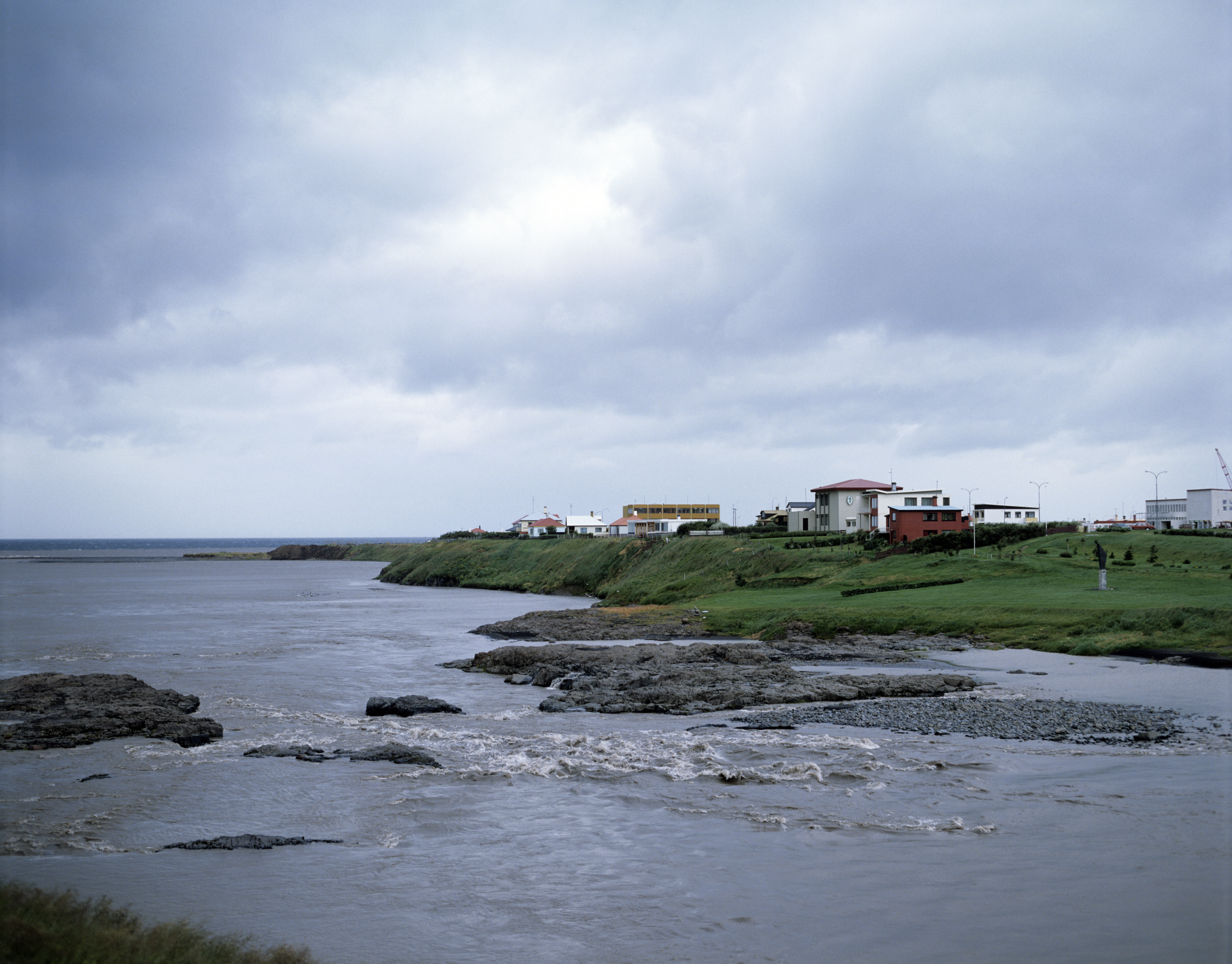
Embouchure du Blanda dans l'Húnaflói, à Blönduós (côte est).